# Bouillon
Bouillon (valonă Bouyon) este un oraș francofon din regiunea Valonia din Belgia. Comuna Bouillon este formată din localitățile Bouillon, Bellevaux, Corbion, Dohan, Les Hayons, Noirefontaine, Poupehan, Rochehaut, Sensenruth, Ucimont și Vivy. Suprafața sa totală este de 149,09 km². La 1 ianuarie 2008 comuna avea o populație totală de 5.501 locuitori. 

## Istorie
Bouillon a fost în Evul Mediu reședința unui ducat, castelul din localitate fiind construit ca reședințâ a ducilor. Ultimul senior de Bouillon a fost Godefroy de Bouillon care a ducatul Principatului episcopal Liège pentru a-și finanța participarea la prima cruciadă.